# Hypselothyrea africana
Hypselothyrea africana är en tvåvingeart som beskrevs av Papp 2004. Hypselothyrea africana ingår i släktet Hypselothyrea och familjen daggflugor.
Artens utbredningsområde är Guinea. Inga underarter finns listade i Catalogue of Life.